# Jan Ericsson (bandyspelare)
Jan Håkan "Nanen" Ericsson,  född 25 januari 1944, död 19 november 2006 i Hosjö församling, Falun (drunknad på Kuba), var en svensk tidigare bandyspelare. 
Ericsson spelade i Falu BS och var tillsammans med sin mer välkände bror Bernt "Bempa" Ericsson tongivande under lagets "glansdagar" på 1970-talet. Jan Ericsson är Stor grabb nr 166.  Han drunknade under en semesterresa till Kuba i november 2006.
Han blev begravd på Falu skogskyrkogård den 7 juni 2007.